# Linda Sembrant
Linda Sembrant (Uppsala, 1987. május 15. –) svéd női válogatott labdarúgó. Az olasz bajnokságban érdekelt Juventus együttesének védője.

## Pályafutása

### Klubcsapatokban

#### Tyresö
2012-ben a nagy nevekkel teletűzdelt Tyresönél bajnoki címet nyert, egy évvel később pedig a  Bajnokok Ligája döntőjéig jutott együttesével. Az anyagi gondokkal küszködő tyresői együttes a következő évadra viszont Sembranttal együtt szabadlistára helyezte játékosait.

#### Montpellier
Öt szezonon keresztül szolgálta a Montpelliert, akikkel egy bajnoki ezüstérmet szerzett. 99 találkozón 9 gólt ért el az okcitán csapatnál. 

#### Juventus
2019. július 15-én az olasz Juventushoz szerződött. Karrierjét egy szuperkupa győzelemmel kezdte Torinóban, a szezon hátralévő részében pedig 16 bajnokin szerzett 2 góljával vállalt szerepet csapata címvédésében. Ezenkívűl még egy kupa és két Bajnokok Ligája mérkőzésen szerepelt.
A Zebrák 2020–2021-es 100%-os idényében 19 mérkőzést abszolvált, melyeken 3 találatot jegyzett. 

## Sikerei

### Klubcsapatokban
Svéd bajnok (1):
- Tyresö FF (1): 2012

 Svéd kupagyőztes (1):
- Kopparbergs/Göteborg (1): 2011

 Svéd szuperkupa döntős (1):
- Tyresö FF (1): 2013

 Francia bajnoki ezüstérmes (1):
- Montpellier (1): 2016–2017

 Olasz bajnok (2):
- Juventus (2): 2019–20, 2020–21

 Olasz szuperkupa győztes (2):
- Juventus (2): 2019, 2020

Bajnokok Ligája döntős (1):
- Tyresö FF (1): 2013–14

### A válogatottban
Svédország
- Világbajnoki bronzérmes (2): 2011, 2019
- Olimpiai ezüstérmes (1): 2016
- Algarve-kupa győztes: 2018